# Saint-Palais-du-Né
Saint-Palais-du-Né è un comune francese di 281 abitanti situato nel dipartimento della Charente, nella regione della Nuova Aquitania.

## Società

### Evoluzione demografica
Abitanti censiti